# Château de Puybautier
Le château de Puybautier à Saint-Coutant en Charente est un château typique de la fin du XVIIIe siècle.
Il est situé à 2 km à l'ouest du bourg et domine la vallée de l'Or.

## Historique
Dès le XVe siècle, on trouve des traces des seigneurs de Puybautier.
Le plus célèbre est François Charles Gabriel Prévost Sansac de Lavauzelle, franc-maçon, qui sous la Révolution est membre du directoire du district de Confolens, puis du département.

## Architecture
Du manoir du XVIe siècle ne subsiste qu'une tour ronde isolée, coiffée d'une poivrière recouverte de tuiles plates.
Le logis, centré par un fronton triangulaire, est encadré de deux pavillons mansardés prolongés de communs.
Il est doté d'un étage percé de fenêtres rectangulaires et il est recouvert d'un toit de tuiles mansardé, alors que l'aile des communs n'a pas d'étage et que son toit mansardé est recouvert d'ardoises.

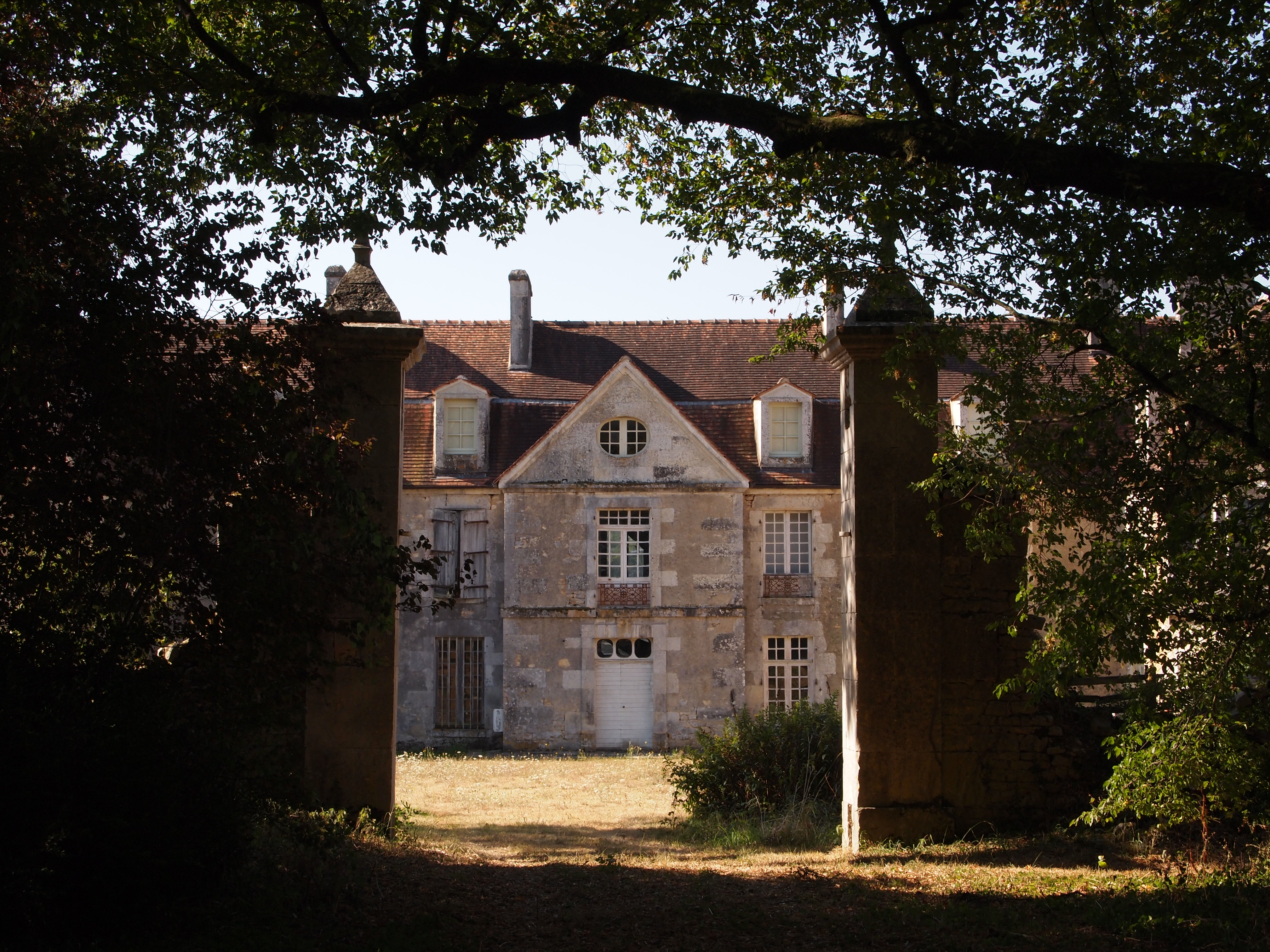
Entrée du château de Puybautier.